# Karin Rosenbaum
Karin Rosenbaum (* 1954 in Porto Alegre, Rio Grande do Sul, Brasilien) ist eine brasilianisch-deutsche Bildhauerin und Grafikerin.

## Leben
Karin Rosenbaum wurde als Tochter des deutschbrasilianischen Lutheraners Theodor Fritz Kleine († 1999, bekannt als Theo Kleine) in Südbrasilien geboren. Rosenbaum absolvierte von 1972 bis 1976 ein Kunststudium in Novo Hamburgo. Von 1974 bis 1980 machte sie eine Ausbildung und arbeitete in einer Bildhauerwerkstatt. Ab 1977 war sie freischaffende Bildhauerin und Grafikerin in Südbrasilien mit zahlreichen Ausstellungen und Auftragsarbeiten u. a. für die Evangelische Kirche Lutherischen Bekenntnisses in Brasilien (EKLBB/IECLB). Im Jahr 1985 erfolgte der Umzug nach São Paulo. 1986 heiratete sie Walter Rosenbaum, Pastor der IECLB aus Deutschland. Ab 1987 arbeitete sie als Kunsterzieherin im Sozialprojekt Reconciliação do Menor. Im Jahr 1995 war sie Mitbegründerin und Leiterin des Sozialprojektes Sal da Terra und der Paramentenwerkstatt Oficina de Paramentos Campo Grande. 1998 erfolgte der Umzug nach Deutschland, nach Bassum-Nordwohlde im niedersächsischen Landkreis Diepholz. Seit 2015 lebt und arbeitet sie in Bruchhausen-Vilsen.

## Werke

### Skulpturen
Als Werkstoff für ihre Skulpturen benutzt Karin Rosenbaum Rochlitzer Porphyr, Obernkirchner Sandstein, Indischen Speckstein, Alabaster, spanischen Weißen Speckstein und brasilianischen Seifenstein.

#### Skulpturen ab 1976
geschaffen in São Leopoldo (Brasilien) 
- libertação (1976)
- sonhos (1976)
- obstáculo (1976)
- desenvolvimento (1980)
- Pietàt (1981)
- encontro (1983)
- culpa (1983)
- ambivalência (1983)
- decadência e regeneração da cultura (1984)
- o flautist (1984)
- em direção a Deus (1984)
- paixão e compaixão (1985)
- origem (1985)
- ponte (1987)
- mão (1987)
- nascimento (1988)
- a pérola (1991)
- mãe natureza (1991)
- equilíbrio (1992)
- Jesaja (1993)
- Laokoon (1993)
- parafuso (1994)
- passo (1995)
- oração (1995)
- Mensch bleiben (1996)

#### Skulpturen ab 1999
geschaffen in Nordwohlde 
- Warten auf das neue Jahrtausend (1999)
- Engel (2000)
- Vida (2000)
- Du stellst meine Füße auf weiten Raum (2001)
- Das Paar (2001)
- Engel (2001)
- Mandala (2001)
- Vision (weißer Kopf) (2001)
- Spirale der Liebe (2002)
- Wasser des Lebens (2002)
- Der gemachte Mensch (2002)
- Mit leeren Händen (2002)
- Die Welle (2003)
- Fliegen lernen (2003)
- Häutung (2004)
- Angst (2005)
- Trauerspirale (2006)
- Doppelstele (2007)
- Augenblick (2008)
- Jesus am Kreuz (2008)
- Die Frau ohne Namen (2008)
- Verwandlung (2010)
- Der Auferstandene (2012)
- Macht (2014)
- Macht und Ohnmacht (2016)
- Abendmahl (2016)

## Werke im öffentlichen Raum
in Kirchen und auf Friedhöfen

### Glasfenster
- für die ev.-lutherische Kirchengemeinde in Sorocaba (Brasilien) „Capela da Esperança“ (1988)

### Skulpturen
- Engel für die Kirche in Nordwohlde (2000)
- Stele für den Nordwohlder Friedhof (2004)
- Skulpturengruppe Trauerspirale für den Erinnerungsgarten im Kinderhospiz Löwenherz, Syke (2006)
- Doppelstele für eine Privatperson (2006; Friedhof in Oldenburg)
- Stele für die Kirchengemeinde Heiligenloh (2007; Friedhof)
- Relief Jesus am Kreuz für die Nordwohlder Kirche (2008)
- Stele für die Kirchengemeinde Heidenau (2010; Friedhof)
- Skulptur Der Auferstandene für die Altar-Ostwand in der Nordwohlder Kirche (2014)[3][4]

### Graphische Arbeiten
- Sgraffito an der Außenwand des Kindergartens des Hauses der Jugend in Gramado (Brasilien)
- drei mehrere Meter große Wandbilder (Sgraffitos) in verschiedenen Gebäuden in Novo Hamburgo:
  - im Eingangsbereich einer Glasflaschenfabrik
  - in einer Konditorei/Restaurant
  - an einer Wand in der Kunst-Universität
- Sechs Grafiken zu den Seligpreisungen, geschaffen für die Paramentenwerkstatt Oficina de Paramentos Campo Grande. Nach diesen Entwürfen, die die Seligpreisungen Jesu in und für die brasilianische Realität und Gesellschaft aus der Sicht der Verlierenden interpretieren, werden bis heute die Paramente, Stolen und Wandteppiche gefertigt.
- 12 Grafiken für den liturgischen Jahreskreis, geschaffen ebenfalls für die Paramentenwerkstatt Oficina de Paramentos Campo Grande. Die Grafiken sind die Grundlage für die Antependienherstellung in der Werkstatt bis heute.
- Grafiken zu den Jahreslosungen der Jahre 2005 bis 2018 für die Kirchengemeinde Eisleben, die Kirchengemeinde Bassum u. a.
- Weihnachtskarte für die Mission EineWelt in Neuendettelsau, Bayern (2009)
- Logos für den Ev. Kindergarten Nordwohlde (2010), für den Kita-Verband Syke-Hoya und Grafschaft Diepholz (2012) und für drei Kirchengemeinden (Syke, Barrien, Heiligenfelde; 2013)
- Plakate und Flyer für die Kreisarbeitsgemeinschaft der Frauen im Kirchenkreis Syke-Hoya (2011) und für die Kirchengemeinde Bassum (2016/17)

## Ausstellungen

### Sammelausstellungen
Von 1977 bis 1996 beteiligte sich Karin Rosenbaum an insgesamt 13 Sammelausstellungen in Brasilien – in Gramado, São Leopoldo und in São Paulo.

### Einzelausstellungen
- Einzelausstellung AMC Designers (1984: Rio de Janeiro)

Von 2000 bis 2017 waren die Werke von Karin Rosenbaum in zahlreichen Einzelausstellungen in Deutschland zu sehen. Dabei handelte es sich um Ausstellungen vor allem der von ihr geschaffenen Skulpturen in Bassum, Colnrade, Cuxhaven, Eisleben, Heidenau, Nienburg/Weser, Sulingen, Syke und Varrel, darunter
- „Bilder zur Bibel“ (2003: Varrel, 2004: Sulingen)
- Wanderausstellung „Durch-Leben“ mit 10 Skulpturen (2005: St. Martinskirche Nienburg/Weser; 2006: St. Andreas-Kirche Eisleben und Christus-Kirche Heidenau; 2007: Martinskirche Cuxhaven; 2008: Stiftskirche Bassum)